# Ljustjärnen (Stora Kopparbergs socken, Dalarna)
Ljustjärnen är en sjö i Falu kommun i Dalarna och ingår i Dalälvens huvudavrinningsområde. Sjön har en area på 0,239 kvadratkilometer och ligger 159,4 meter över havet.

## Delavrinningsområde
Ljustjärnen ingår i det delavrinningsområde (673425-148233) som SMHI kallar för Utloppet av Ljustjärnen. Medelhöjden är 177 meter över havet och ytan är 1,38 kvadratkilometer. Det finns inga avrinningsområden uppströms utan avrinningsområdet är högsta punkten. Vattendraget som avvattnar avrinningsområdet har biflödesordning 5, vilket innebär att vattnet flödar genom totalt 5 vattendrag innan det når havet efter 243 kilometer. Avrinningsområdet består mestadels av skog (51 procent) och öppen mark (11 procent). Avrinningsområdet har 0,23 kvadratkilometer vattenytor vilket ger det en sjöprocent på 16,9 procent.